# Intermeco
L’Hymne national de la Bosnie-Herzégovine (bosnien : Državna himna Bosne i Hercegovine), plus connu sous le nom Intermeco (« Intermezzo »), est l'hymne national de la Bosnie-Herzégovine.
Le 10 février 1998, il remplace de facto Jedna si jedina, en même temps que l'adoption du nouveau drapeau, car il fut jugé que ces symboles faisaient référence uniquement au peuple bosniaque, aux dépens des autres ethnies et/ou nationalités de Bosnie-Herzégovine, notamment les Serbes et les Croates.

## Musique
Utilisée depuis février 1998, la musique de l'hymne a été adoptée officiellement par le bureau du Haut Représentant international en Bosnie-Herzégovine le 25 juin 1999.
Elle a été composée par Dušan Šestić.

## Paroles
L'hymne est resté sans paroles officielles jusqu'en février 2009, date de l'acceptation des paroles de Dušan Šestić et Benjamin Isović par l'Assemblée parlementaire. Jusque-là, les trois principales communautés le chantaient dans leurs langues respectives.
| Alphaphet latin | Alphabet cyrillique | Traduction française |
| --- | --- | --- |
| Ti si svjetlost duše Vječne vatre plam Majko naša zemljo Bosno Tebi pripadam Divno plavo nebo Hercegovine U srcu su tvoje rijeke Tvoje planine Ponosna i slavna Krajina predaka Živjećeš u srcu našem Dov'jeka Pokoljenja tvoja Kazuju jedno 𝄆 Mi idemo u budućnost Zajedno! 𝄇 | Ти си свјетлост душе Вјечне ватре плам Мајко наша земљо Босно Теби припадам Дивно плаво небо Херцеговине У срцу су твоје ријеке Твоје планине Поносна и славна Крајина предака Живјећеш у срцу нашем Дов'јека Покољења твоја Казују једно 𝄆 Ми идемо у будућност Заједно! 𝄇 | Tu es la lumière de l'âme La flamme du feu éternel Notre mère, ô terre de Bosnie Je t'appartiens Le beau ciel bleu d'Herzégovine Tes rivières sont au cœur Tes montagnes Fier et célèbre Terre d'ancêtres Tu vivras dans nos cœurs Pour toujours Tes générations Apparaissent comme une seule 𝄆 Nous allons dans le futur Ensemble ! 𝄇 |